# Assimilação (fonologia)
Assimilação é um metaplasmo que consiste ou na aproximação ou na perfeita identidade entre dois fonemas. Por exemplo, na evolução da palavra latina "persicum" para o português "pêssego", /rs/ passou a /s/.